# Copa Davis 1900
La Copa Davis 1900 fue la 1.ª edición del torneo de tenis masculino más importante por naciones. Se disputó entre el 8 y el 10 de agosto de 1900 y solo participaron los equipos de Estados Unidos y Reino Unido, donde se proclamó como equipo ganador de la copa el equipo estadounidense, venciendo al británico por 3 a 0.

## Resultado
| Longwood Cricket Club, Massachusetts, Estados Unidos 8 al 10 de agosto de 1900 |              |                                    |              |              |               |               |               |  |
| \| 1 \| \| Dwight F. Davis \| 4 \| 6 \| 6 \| 6 \| \| \| \| 1 \| \| Ernest Black \| 6 \| 2 \| 4 \| 4 \| \| \| \| 2 \| \| Malcolm Whitman \| 6 \| 6 \| 6 \| \| \| \| \| 2 \| \| Arthur Gore \| 1 \| 3 \| 2 \| \| \| \| \| 3 \| \| Dwight F. Davis-Holcombe Ward \| 6 \| 6 \| 6 \| \| \| \| \| 3 \| \| Ernest Black-Herbert Roper-Barrett \| 4 \| 4 \| 4 \| \| \| \| \| 4 \| \| Dwight F. Davis \| 9 \| 9 \| No completado \| No completado \| No completado \| \| \| 4 \| \| Arthur Gore \| 7 \| 9 \| No completado \| No completado \| No completado \| \| \| 5 \| \| Malcolm Whitman \| No disputado \| No disputado \| No disputado \| No disputado \| No disputado \| \| \| 5 \| Ernest Black \| \| No disputado \| No disputado \| No disputado \| No disputado \| No disputado \| \| |              |                                    |              |              |               |               |               |  |
| 1 |              | Dwight F. Davis                    | 4            | 6            | 6             | 6             |               |  |
| 1 |              | Ernest Black                       | 6            | 2            | 4             | 4             |               |  |
| 2 |              | Malcolm Whitman                    | 6            | 6            | 6             |               |               |  |
| 2 |              | Arthur Gore                        | 1            | 3            | 2             |               |               |  |
| 3 |              | Dwight F. Davis-Holcombe Ward      | 6            | 6            | 6             |               |               |  |
| 3 |              | Ernest Black-Herbert Roper-Barrett | 4            | 4            | 4             |               |               |  |
| 4 |              | Dwight F. Davis                    | 9            | 9            | No completado | No completado | No completado |  |
| 4 |              | Arthur Gore                        | 7            | 9            | No completado | No completado | No completado |  |
| 5 |              | Malcolm Whitman                    | No disputado | No disputado | No disputado  | No disputado  | No disputado  |  |
| 5 | Ernest Black |                                    | No disputado | No disputado | No disputado  | No disputado  | No disputado  |  |